# مراقب رئیس باش
مراقب رئیس باش (انگلیسی: Protect the Boss؛‏ کره‌ای: 보스를 지켜라) یک مجموعه تلویزیونی محصول کره جنوبی سال ۲۰۱۱ با بازی جی سونگ، چوی کانگ-هی، کیم جه جونگ و وانگ جی-هه است. این مجموعه از ۳ اوت تا ۲۹ سپتامبر ۲۰۱۱، روزهای چهارشنبه و پنجشنبه ساعت ۲۱:۵۵ (کی‌اس‌تی) از اس‌بی‌اس برای ۱۸ قسمت پخش شد.

## بازیگران

### اصلی
- جی سونگ در نقش چا جی هون[۷][۸][۹]
- چوی کانگ-هی در نقش نو اون سول[۱۰][۱۱]
- کیم جه جونگ در نقش چا مو وون[۱۲][۱۳]
- وانگ جی-هه در نقش سو نا یون[۱۴]